# スラニー・マリンガ
スラニー・マリンガ（Thulani Malinga、1955年12月11日 - ）は、南アフリカ共和国の男性プロボクサー。クワズール・ナタール州レディスミス出身。元WBC世界スーパーミドル級王者。バンタム級で1位になったことがあるヴィシー・マリンガと元南アフリカライト級王者パトリック・マリンガは甥に当たる。トレーナーはニック・デュラント。

## 来歴
1981年8月8日、マリンガはスーパーミドル級のウェイトでプロデビューを果たし初回TKO勝ちを収め白星でデビューを飾った。
1981年11月30日、ウェーディ・ジャコブスと対戦し4回KO勝ちを収めた。
1982年4月17日、パトリック・ツシャバララと対戦し初黒星となる6回判定負けを喫した。
1982年6月5日、モーリス・モーロイと対戦し6回判定勝ちを収めた。
1982年9月13日、シャドラック・シトレと対戦し2回KO勝ちを収めた。
1983年2月7日、サムソン・モフロアイと南アフリカミドル級王座決定戦を行い12回3-0(117-112、117-111、118-114)の判定勝ちを収め王座獲得に成功した。
1984年6月15日、マイケル・モツォアーネと対戦し12回3-0(118-113、116-115、116-114)の判定勝ちを収め初防衛に成功した。
1985年3月15日、ギャビン・ストリップと対戦し2回KO勝ちを収めた。
1985年6月22日、フランキー・デキャエテカーと対戦し5回終了時棄権によるTKO勝ちを収めた。
1985年12月14日、コーシー・ヴァン・ヴァーレンと対戦し10回終了時棄権によるTKO勝ちを収め2度目の防衛に成功した。
1986年3月8日、ピーター・デ・ブルーインと対戦し8回TKO勝ちを収め3度目の防衛に成功した。
1986年6月28日、ヨハネスブルクのエルドラド・パーク・スタジアムでグレゴリー・クラークと対戦し12回3-0(2者が117-115、117-113)の判定勝ちを収め4度目の防衛に成功した。
1986年10月19日、南アフリカライトヘビー級王者サッキー・ホーンと対戦し12回判定勝ちを収め南アフリカ王座の2階級制覇を達成した。
1986年12月15日、フレディー・ラッフェルティーと対戦し12回3-0(118-112、117-116、117-115)の判定勝ちを収め初防衛に成功した。
1987年5月9日、前王者のサッキー・ホーンと7ヶ月ぶりに対戦し12回1-2(117-114、114-116、114-118)の判定負けを喫し2度目の防衛に失敗し王座から陥落した。
1987年11月21日、南アフリカライトヘビー級王者サッキー・ホーンと4ヶ月ぶりに再戦したが最終12回失格負けを喫し4ヶ月ぶりの王座返り咲きに失敗した。
1988年2月1日、ハリー・コワップと対戦し10回3-0(100-91、100-90、99-91)の判定勝ちを収めた。
1988年3月7日、ジム・マクドナルドと対戦し10回3-0(100-92、2者が98-93)の判定勝ちを収めた。
1989年1月27日、ベルリンのデウツチランド・ハーレでIBF世界スーパーミドル級王者グラシアノ・ロッシジャーニと対戦し12回0-3(111-117、113-119、112-119)の判定負けを喫し王座獲得に失敗した。
1989年5月27日、サンシティのスーパーボールでニッキー・ウォルカーと対戦し10回3-0(2者が98-92、98-93)の判定勝ちを収めた。
1989年9月18日、ビンセント・ボウワーレと対戦し10回2-0(97-96、96-95、96-96)の判定勝ちを収めた。
1989年10月21日、ホセ・クイノネスと対戦し8回TKO勝ちを収めた。
1990年1月29日、トニー・ハリソンと対戦し10回3-0(100-92、100-91、100-93)の判定勝ちを収めた。
1990年8月5日、IBFインターコンチネンタルスーパーミドル級王者ジョン・ジャービスと対戦し12回0-2の判定負けを喫し王座獲得に失敗した。
1990年10月11日、ヨハネスブルクのナスレック・インドア・アリーナで南アフリカライトヘビー級王者サッキー・ホーンと3年ぶりに対戦し12回判定勝ちを収め3年5ヶ月ぶりの王座返り咲きに成功した。
1990年12月15日、ラツィオのパラッゾ・デル・ギヒアッシオでIBF世界スーパーミドル級王者リンデル・ホームズと対戦し12回0-3(2者が112-116、113-117)の判定負けを喫し王座獲得に失敗した。
1991年8月13日、レオナルド・フリードマンと対戦し10回判定勝ちを収めた。
1992年2月1日、WBO世界スーパーミドル級王者クリス・ユーバンクと対戦し12回1-2(112-116、115-112、113-115)の判定負けを喫し王座獲得に失敗した。
1992年5月23日、ナイジェル・ベンと対戦し痛恨の躓きとなる10回97.5-98の判定負けを喫した。
1992年9月14日、ナスレック・インドア・アリーナでジム・ムラーと対戦し12回2-0(118-111、117-113、117-117)の判定勝ちを収め南アフリカ王座の返り咲き後初防衛に成功した。
1993年2月10日、ゲーリー・バッランドと対戦し12回3-0(117-114、116-112、116-114)の判定勝ちを収め2度目の防衛に成功した。
1993年8月14日、後の世界4階級制覇王者ロイ・ジョーンズ・ジュニアと対戦し6回1分57秒KO負けを喫した。
1994年2月20日、モハメド・イサックスと対戦し7回KO勝ちを収め3度目の防衛に成功した。
1994年8月14日、レイ・アクアーイェとABUアフリカスーパーミドル級王座決定戦を行い、5回TKO勝ちを収め王座獲得に成功した。
1994年11月20日、マーティン・オッペールマンと対戦し9回TKO勝ちを収め4度目の防衛に成功した。
1995年3月4日、カルセール・カジノでブヤニ・ブングVSモハメド・ヌルーフダの前座で後にディンガン・トベラに引導を渡すソーン・ボーテスと対戦し7回TKO勝ちを収めた。
1996年3月2日、WBC世界スーパーミドル級王者ナイジェル・ベンと3年10ヶ月ぶりに対戦し12回2-1(118-109、114-112、111-115)の判定勝ちを収め王座獲得に成功した。
1996年7月6日、マンチェスター・アリーナでビンチェンツオ・ナルディエッロと対戦し12回1-2(116-111、112-114、112-116)の判定負けを喫し初防衛に失敗し王座から陥落した。
1997年12月19日、ニュー・ロンドン・アリーナでWBC世界スーパーミドル級王者ロビン・リードと対戦し12回3-0(117-113、115-114、117-112)の判定勝ちを収め1年5ヶ月ぶりの王座返り咲きに成功し、南アフリカのボクサーで最年長の42歳で王座戴冠となった。
1998年3月27日、リッチー・ウッドホールと対戦し12回0-3(109-118、111-117、110-118)の判定負けを喫し初防衛に失敗し王座から陥落した。
1998年6月5日、コペンハーゲンのK・B・ハーレンでWBF世界スーパーミドル級王者フレドリック・アルバレスと対戦し11回TKO勝ちを収め王座獲得に成功した。
1998年11月27日、ピーター・マドソンと対戦し8回終了時棄権によるTKO勝ちを収めWBF王座の初防衛に成功した。
1999年3月19日、IBO世界スーパーミドル級王者マドス・ラーセンと対戦し10回TKO負けを喫しWBF王座の2度目の防衛に失敗、IBO王座獲得に失敗しWBF王座から陥落した。
2000年1月14日、オレ・クレメセンとIBA世界ライトヘビー級王座決定戦を行い、8回2分40秒TKO負けを喫し王座獲得に失敗した試合を最後に、現役を引退した。
2010年7月16日、デュラントと共にキャリアのほとんどを支えたジョシュア・モシュアが死亡。
2017年4月21日、マリンガの現役時代のすべての試合を担当したトレーナーのデュラントがバイク事故により死亡。

## 獲得タイトル
- 南アフリカミドル級王座
- 南アフリカライトヘビー級王座
- IBFインターコンチネンタルスーパーミドル級王座
- ABUアフリカスーパーミドル級王座
- WBC世界スーパーミドル級王座（1期目、2期目とも防衛0）
- WBF世界スーパーミドル級王座